# Rekontextualisierung
Rekontextualisierung (von lateinisch re- = wieder, zurück; contextus = enge Verknüpfung, Zusammenhang) bezieht sich auf das (erneute, d. h. wiederholte) Interpretieren eines Inhaltes im Zusammenhang. Dieser Artikel bezieht sich auf das Konzept der Rekontextualisierung im Bildungswesen von Deutschland. Es wird in der Forschung zur Educational Governance genutzt.
Das Konzept der Rekontextualisierung ist Teil der Neuen Theorie der Schule von Helmut Fend. Es dient der Offenlegung von Gestaltungs- und Verantwortungsbereichen für die qualitative Entwicklung des institutionalisierten Bildungswesens. Dieses normativ geleitete Handeln wird beeinflusst von subjektiven Bedingungen im Sinne einer rationalen Entscheidung. Das Ziel des institutionellen Akteurs Bildungswesen ist die Vermittlung von Kultur, kulturellen Deutungssystemen und von kulturellen Lebensformen. Die kulturellen Inhalte werden auf vier Ebenen rekontextualisiert. Die spezifische Umwelt jeder Ebene gibt bestimmte Handlungskontexte und Handlungsbedingungen vor, die unterschiedliche Handlungsinstrumente und Kompetenzen benötigen und zu verschiedenen Verantwortungsbereichen gehören. Der Handlungskontext sind die Vorgaben der übergeordneten Ebene. Die Handlungsbedingungen kommen von den untergeordneten Ebenen.
Auf der Makroebene werden im Rahmen der Bildungspolitik und Verwaltung das Bildungsprogramm und rechtliche Vorgaben festgeschrieben. Diese Inhalte und Vorgaben werden auf der Mesoebene von den Schulen in den Kontext ihrer Umwelt gesetzt. Auf der Mikroebene rekontextualisieren die Lehrkräfte die vorgegebenen Inhalte und Regelungen auf die Schülerschaft hin. Sie passen die Inhalte des Bildungsprogrammes an die Eigenheiten und individuellen Bedürfnisse der heterogenen Lerngemeinschaft einer Klasse an. Die Schüler und Schülerin setzen die angebotenen kulturellen Inhalte in den Kontext ihres eigenen Weltverständnisses. Erst durch die eigenständige Rekontextualisierung der Schüler und Schülerinnen können die Bildungsziele des Bildungswesens erreicht werden.

## Geschichte und Überblick
Das Bildungswesen wurde in den 1960er und 1970er Jahren mittels Funktionsanalyse und Strukturdarstellung analysiert. Mit der Neuen Theorie der Schule von Helmut Fend werden handlungstheoretische, institutionsorientierte und akteursensitive Konzepte genutzt, um das Bildungswesen zu analysieren, Verantwortungs- und Gestaltungsbereiche zu lokalisieren und zu intervenieren. Darin werden die hierarchischen Strukturen des Bildungswesens durch institutionelle Regelzusammenhänge miteinbezogen. Die Veränderung des Analysefokus ist eine Konsequenz der PISA Tests. Das Konzept der Rekontextualisierung zieht neben den institutionellen Regelzusammenhängen, die zu vorhersehbaren Auftragshandeln führen, individuelle und situative Faktoren der einzelnen Akteure heran, um das Zusammenhandeln der unterschiedlichen Ebenen im Bildungswesen zu analysieren. Dabei wird davon ausgegangen, dass die Akteure im Sinne einer rationalen Entscheidung ihre eigenen ebenenspezifischen Handlungsmöglichkeiten optimieren. Durch die institutionellen Vorgaben wird dieses rationale Handeln zu einem Zusammenwirken gesteuert:17–18 :27.

## Definitionsmerkmale von Rekontextualisierung
Es werden fünf Definitionsmerkmale genannt.
- Durch institutionelle Rahmenvorgaben entsteht Auftragshandeln, das individuell beeinflusst wird. Diese Vorgaben müssen je nach den Handlungsbedingungen im Sinne der jeweiligen Umwelt angepasst werden.
- Die Anpassung der institutionellen Vorgaben ist von individuellen und situativen Prozessen beeinflusst. Das sind Prozesse der Selbst- und Fremdwahrnehmung, von den Fähigkeiten der Aufgabenerfüllung und von der situativen Gesamtlage, d. h. dem Zusammentreffen besonderer Verhältnisse und Gegebenheiten.
- Auf den unterschiedlichen Ebenen des Bildungswesens entstehen spezifische Handlungsaufgaben, die eigene Handlungsinstrumente, Kompetenzen und Verantwortungen erfordern.
- Die Erfahrungen der operativen Ebene können institutionelle Vorgaben verändern. Das hierarchisch organisierte Bildungssystem ist demnach nicht nur von oben nach unten, sondern auch von unten nach oben hin durchlässig.
- Die auf der operativen Ebene gemessene die Wirkung kann institutionelle Vorgaben verändern. Die PISA-Studie ist ein Beispiel dafür[5]:27 [6]:41.

## Rekontextualisierung auf der Makroebene
Auf der Makroebene befinden sich Bildungspolitik und Rechtsprechung, Bildungsverwaltung und Bildungsplanung. Die Aufgabe der Bildungspolitik ist in Abstimmung zum gesellschaftlichen Kontext und kulturellen Traditionen, Gesetze, Verordnungen und Ressourcen vorzugeben. Diese werden von politischen Konstellationen und den Formen der Entscheidungsfindung beeinflusst. Der Handlungskontext der Bildungsverwaltung sind dann die gesetzlichen Vorgaben. Die Bildungsverwaltung rekontextualisiert die Vorgaben der Bildungspolitik auf die Mesoebene hin. Dabei geben die Meso- und Mikroebene die Handlungsbedingungen vor. Deswegen werden Organisationsmodelle entwickelt, die sich an der schulischen Praxis orientieren wie zum Beispiel Lernkapazität nach Altersgruppen, Umgang mit der Heterogenität von Klassen und Kapazitäten der Lehrkräfte. Dadurch werden die nach Altersklassen segmentierte Bildungsziele formuliert. Gesetze, Verordnungen und Zuständigkeitsregelungen regulieren das Zusammenhandeln. Es werden so Vorgaben gestaltet die dann erneut rekontextualisiert werden müssen. Dadurch entsteht das gemeinschaftliche Auftragshandeln, das für das flächendeckende Erreichen der Bildungsziele unerlässlich ist.
In den Lehrplänen wird zusammengefasst, was als Kernbestand einer Hochkultur gilt. Was als Kernbestand betrachtet wird, ist abhängig von den Leitideen der Kultur, wie z. B. Frömmigkeit, Gehorsam, Leistungsorientierung oder Fügsamkeit. Dadurch wird bestimmt mit welchem Wissen und welchen Kompetenzen die junge Generation ausgestattet werden soll. Es wird eine gesellschaftliche Tradition konstruiert. Wie es zu der Festlegung kommt, ist abhängig von der Qualität der Diskurse zur Zielfindung, politischen Entscheidungsprozessen und der Umsetzung der politischen Vorgaben auf der Verwaltungseben. Zum einen werden diese Prozesse durch die komplexe gesellschaftliche Entwicklung beeinflusst, zum anderen durch individuelle und situative Einflüsse der Akteure. Die Rekontextualisierung auf der Makroebene wird eine zentrale Funktion zugeschrieben:40–47.
Für die Makrosteuerung der Wissensvermittlung stehen jeder der Institutionen spezifische Instrumente zur Verfügung, die jeweils zu ihrem Verantwortungsbereich passen. Diese Institutionen koordinieren sächliche und personelle Ressourcen, die Ausbildungsplanung, sie gestalten Studiengänge und entwickeln Lehrpläne. Sie regeln, was auf der Ebene der Schule entschieden werden kann und geleistet werden muss. Zum Beispiel werden über die schulformspezifischen Lehrpläne der Zugang zu Wissen und Können reguliert. Dazu gehört, dass die Lerninhalte bestimmten Lernwegen zugeordnet sind, was sich auf die Schulformen, die Lernniveaus und globalen Lernzeiten, auf Fächer und Stundentafeln und Jahrgangsklassen bezieht. Dazu kommen die Regulierung von Prüfungsformen, Eingangsbedingungen und Abschlüssen von Bildungsgängen noch hinzu. Neben spezifischen Instrumenten der Gestaltung der Bildungsgänge, gibt es ebenso welche für die Entwicklung der Bildungspläne, sowie Instrumente zur Führung, Aufsicht und Evaluation, Instrumente der Verwaltung von Ressourcen für die Bildungsplanung und Instrumente des Personalmanagements:39–40, 89.

## Rekontextualisierung auf der Mesoebene
Auf der Mesoebene befinden sich die Schulen. Die Makroebene gibt den Handlungskontext vor. Dies sind interne Aufgaben, Rechtsstrukturen, Ressourcen und Entscheidungsräume der Schulen. Die Schulleitung und die Lehrkräfte bilden gemeinsam einen kooperativen Akteur, der gegenüber Schülerschaft und Eltern eine definierte Aufgabe hat. Es liegt in der Verantwortung der Schulen, wie diese Vorgaben dann in der lokalen Umwelt umgesetzt werden. Die Umwelt der Schule bilden vor allem die Schülerschaft und die Elternschaft, aber auch die Gemeinde und Öffentlichkeit. Aus der unterschiedlichen Zusammensetzung der Schülerschaft, Elternschaft und der weiteren Umwelt ergeben sich zum Teil sehr unterschiedliche Handlungsbedingungen für den kooperativen Akteur. Die soziologische Stadtforschung hat gezeigt, dass im Vergleich von Schulen von städtischen Migrantenghettos zu kleinstädtischen Gymnasien die Lernkapazität der Schülerschaften sich stark voneinander unterscheiden:145–147.
Wie die Vorgaben der Makroebene umgesetzt werden, ist maßgeblich von dem Zusammenhandeln der Schulleitung und dem Kollegium abhängig. Dieses Zusammenhandeln ist hochgradig variabel. Es ist abhängig von den Beziehungen zwischen den Einzelakteuren. Das betrifft effektive Verwaltung und transparente Entscheidungsprozesse, Arbeitsplatzqualität für die Lehrkräfte, Gestaltung des Kontakts zu Eltern, öffentliche Selbstdarstellung und die Vernetzung mit anderen Schulen. Weil die Aufgabenerfüllung von dem Zusammenhandeln bestimmt wird, werden den Schulen im Zuge von Autonomiediskussionen in der Bildungspolitik mehr Freiheiten zugestanden. Es ergibt sich ein größerer Gestaltungsspielraum in Fragen der Organisationsform, Personalangelegenheiten, Programmplanung und Qualitätssicherung. Als Beispiel, die Lehrpläne sind nicht mehr gänzlich verpflichtend, sondern sie werden in Schulcurricula umgesetzt. Die Entbürokratisierung der Schulen soll zu mehr pädagogischer Freiheit und besseren Bildungsergebnissen führen. Das Kollegium wird jedoch auch stärker mit organisatorischer Arbeit beschäftigt. Die neuen Aufgaben werden auch als Schulentwicklung bezeichnet:156, 214–219.

## Rekontextualisierung auf der Mikroebene

### Primäre Rekontextualisierung
Die Hauptaufgabe der Lehrkräfte ist die institutionelle Vermittlung der kulturellen Inhalte angepasst an die Besonderheiten der Lernenden. Das ist der Handlungskontext und wird primäre Rekontextualisierung genannt. Das Auftragshandeln der Lehrkraft wird von den Schulklassen beeinflusst. Hieraus ergeben sich die Handlungsbedingungen, die maßgeblich von drei Faktoren bestimmt werden. Die in Klassen zusammengefassten Schüler und Schülerinnen bilden Gruppen mit heterogenen kognitiven Lernvoraussetzungen. An diese muss der Inhalt angepasst werden. Zudem führen die sozialen Beziehungen der Schüler und Schülerinnen zu einer eigenen Dynamik in der Klasse. Hinzu kommen die verschiedenen Persönlichkeiten und Bedürfnisse der Schüler und Schülerinnen. Lernen findet dadurch in einer komplexen gruppenpsychologischen Dynamik statt. Wie die Individuen der Klasse reagieren, was sie verstehen können und wie die gewünschten Lernprozesse erreicht werden können, ist der primäre situative Handlungskontext:241, 250–251.

### Sekundäre Rekontextualisierung
Die eine Aufgabe der Lehrkräfte ist die optimale pädagogische Vermittlung des Wissens. Die andere Aufgabe ist die Sicherung vorgegebener Bildungsstandards, Selektion und die Objektivität von Prüfungen. Das ist die sekundäre Rekontextualisierung. Die Richtlinien der Makro- und Mesoebene sind der Handlungskontext. Dazu gehören Lehrpläne, Zeitpläne, Prüfungsregelungen, schulinternen Verfahren und das Schulcurriculum, sowie Lehrmittel wie Schulbüchern. Das Auftragshandeln der Lehrkräfte erfüllt eine Doppelfunktion. Einerseits ist es ihre Aufgabe die Inhalte an die Schüler und Schülerinnen anzupassen. Andererseits ist es ihre Aufgabe die Schüler und Schülerinnen an die Inhalte anzupassen und Unterschiede zu bewerten. Hierdurch steht die pädagogische Förderung in Spannung zu der institutionellen Selektionsaufgabe. Hinzu kommen Erwartungen aus Elternhaus, Gemeinde und Öffentlichkeit die weitere Handlungsbedingungen schaffen. Die Entscheidung über den Bildungsgang des Kindes kann zu Konflikten mit den Eltern führen, die Prüfungsverfahren anfechten. Das führt dazu, dass die Auswahl von Inhalten sich nach guter Prüfbarkeit und objektiver Rechtfertigung richtet. Gleichzeitig wird dadurch die Transparenz bei der Notenvergabe gefördert und die Absprache der Lehrkräfte im Kollegium:240, 263–264, 266.
Die kognitiven Lehrvoraussetzungen der Lehrkraft sind Fachwissen, Methodenwissen, Methodenkompetenz und Subjektwissen. Zu dem Subjektwissen gehören die Kenntnisse über das lernende Subjekt. Das Fachwissen wird durch eine Methode gestaltet, die in den zeitlichen Ablauf des Unterrichts eingefügt und an die heterogenen Lernmöglichkeiten angepasst werden. Dabei liegt es in der Verantwortung der Lehrkraft die Schüler und Schülerinnen zu aktivieren. Im Unterricht stellen die Lehrkräfte kulturelles Wissen zur Verfügung. Erst durch die Rekontextualisierung des Wissens der Schüler und Schülerinnen vollzieht sich die Bildung. Ob die Bildungsziele erreicht werden, entscheidet sich an dieser Stelle und kann nicht kontrolliert werden. Erst durch die Selbsttätigkeit der Schüler und Schülerinnen kommt es zu deren kognitiver Entwicklung. Das Lehrergebnis ist daher von der Eigenaktivität der Schüler und Schülerinnen abhängig. Aufgrund der Reformpädagogik werden die individuellen, selbstgesteuerten Entwicklungen der Kinder zu der Orientierung der Rekontextualisierung des Bildungsprogrammes im Unterricht:236,257,261.

## Anwendung
Das Konzept der Rekontextualisierung wird im Rahmen der Educational Governance eingesetzt. Es wird beispielsweise untersucht wie Lehrkräfte Bildungsreformen in ihre Alltagspraxis in der Schule integrieren. Außerdem findet es Verwendung in der Untersuchung des Zusammenhandelns von Kanton und Gemeinden in der Schweiz. Zudem wird es im Rahmen einer Studie zur Erlangung des Schulabschlusses genutzt.